# Semaglutide
La semaglutide è un farmaco agonista del recettore del GLP-1 (incretino-mimetico) utilizzato come antidiabetico e studiato per la terapia dell'obesità.
È commercializzato dall'azienda farmaceutica Novo Nordisk in due formulazioni indicate come antidiabetici: Ozempic (siringhe pronte all'uso per iniezione sottocutanea) e Rybelsus (compresse). Una terza formulazione iniettabile per uso sottocutaneo, denominata Wegovy, è stata successivamente autorizzata nel 2023 per l'immissione in commercio dall'EMA e dall'AIFA; quest'ultima è indicata per il trattamento cronico dell'obesità.

## Usi clinici
L'uso della semaglutide in Europa è indicato per il trattamento di adulti affetti da diabete mellito di tipo 2 non adeguatamente controllato, come aggiunta alla dieta e all'esercizio fisico, per migliorare il controllo glicemico. La semaglutide è indicata, laddove possibile e tollerata, per l'utilizzo in monoterapia, qualora l'uso della metformina sia considerato inappropriato, o in associazione ad altri farmaci antidiabetici (come metformina o insulina), ma sempre come aggiunta alla dieta e all'esercizio fisico. L'utilizzo di semaglutide è inoltre associato a una riduzione del rischio di eventi cardiovascolari maggiori (morte per cause cardiovascolari, infarto miocardico non fatale o ictus non fatale) in pazienti con diabete mellito tipo 2 ed elevato rischio cardiovascolare. Lo studio "SELECT" (Semaglutide Effects on Heart Disease and Stroke in Patients with Overweight or Obesity), condotto su 17 000 persone, negli individui obesi o sovrappeso ha evidenziato una riduzione del rischio di ictus, infarti ed eventi avversi renali (morte, declino importante - maggiore del 50% - della funzione renale o sviluppo di microalbuminuria persistente).
In seguito ai risultati di alcuni trial clinici, la semaglutide è stata inoltre indicata per la gestione in cronico del peso corporeo in pazienti obesi, come eventuale aggiunta a una dieta ipocalorica e a un aumento dell'attività fisica. In particolare, ciò è indicato per determinate categorie di pazienti:
- adulti obesi, ovvero con un indice di massa corporea (IMC) iniziale ≥ 30 kg/m2;
- adulti sovrappeso (IMC ≥ 27 kg/m2) in presenza di almeno una comorbilità correlata al peso, come ad esempio ipertensione, diabete mellito di tipo 2, dislipidemia, apnea ostruttiva del sonno o malattia cardiovascolare;
- adolescenti (≥ 12 anni d'età) con peso corporeo superiore a 60 kg e obesità, ovvero un IMC ≥ 95º percentile come definita dalla tabella di crescita in base al sesso e all'età. In questa categoria di pazienti, il trattamento deve essere interrotto e rivalutato se i pazienti non hanno perso almeno il 5% del loro IMC dopo 12 settimane alla dose di 2,4 mg o alla dose massima tollerata.

## Storia
La molecola è stata sviluppata dalla Novo Nordisk per il trattamento del diabete mellito di tipo 2, sulla base dell'efficacia osservata su analoghi incretino-mimetici, quali la dulaglutide e la liraglutide.
La modifica della molecola di GLP-1 umana ha portato a un composto dalle migliori caratteristiche farmacocinetiche: possiede, infatti, una lunga emivita e un migliore legame alle proteine, che consente un'unica somministrazione settimanale.
Ha ricevuto l'approvazione per la somministrazione sottocutanea della FDA nel 2017 e quella dell'EMA nel 2018. Nel 2019 è stata approvata anche la formulazione per via orale (2020 nell'Unione europea).
In un trial clinico della durata di 104 settimane in doppio cieco, chiamato "SUSTAIN 6", l'utilizzo di semaglutide è risultato essere associato a una riduzione del rischio di eventi cardiovascolari maggiori (morte per cause cardiovascolari, infarto miocardico non fatale o ictus non fatale) in pazienti con diabete mellito tipo 2 ed elevato rischio cardiovascolare.
Il trial clinico (STEP, "Semaglutide Treatment Effect in People with obesity") ha messo in luce il possibile utilizzo di semaglutide come anoressizzante nel trattamento dell'obesità. Nel 2021, degli studi clinici di fase III hanno evidenziato una riduzione del peso corporeo del 14,9% dopo 16 mesi di trattamento con una iniezione settimanale. Semaglutide alla dose di 2,4 mg (nella formulazione Wegovy) ha ricevuto l'approvazione prima dall'FDA nel 2021, e poi dall'EMA nel 2022, per la gestione del peso a lungo termine in aggiunta a una dieta ipocalorica e a una maggiore attività fisica per adulti con obesità o con sovrappeso che hanno comorbilità legate al peso.
Le indicazioni risalenti al 2023 riguardo l'utilizzo di semaglutide in pazienti adolescenti derivano dai risultati di uno studio clinico a doppio cieco, randomizzato e con placebo (denominato "STEP TEENS"), in cui 201 pazienti adolescenti (di età ≥ 12 anni e < 18 anni), obesi (IMC ≥ 95º percentile) e con almeno una comorbilità correlata al peso sono stati randomizzati, con un rapporto di 2:1, a ricevere un trattamento della durata di 68 settimane consistente in un'iniezione sottocutanea settimanale di semaglutide (con una dose pari a 2,4 mg), in aggiunta agli interventi sullo stile di vita (dieta ed esercizio fisico). I risultati dello studio hanno riportato una sostanziale riduzione di peso, in confronto ai soli interventi sullo stile di vita. In particolare, il trattamento con semaglutide ha riportato, rispetto al placebo, un cambiamento dell'IMC pari a -6 kg/m2 (IC 95%; -7,3, -4,6) e un cambiamento di peso pari a -17,7 kg (IC 95%; -21,8, -13,7). I risultati di questo trial hanno quindi dimostrato un'efficacia sostanzialmente maggiore del trattamento con semaglutide rispetto a un trial simile eseguito con liraglutide, che in precedenza era l'unico altro farmaco indicato per il trattamento dell'obesità in pazienti adolescenti.

## Meccanismo d'azione
La semaglutide è un analogo sintetico dell'ormone peptide-1 simile al glucagone (Glucagon-Like Peptide 1, GLP-1), una incretina umana rilasciata dalle cellule enteroendocrine L, che agisce come segnale di sazietà e induce la secrezione di insulina da parte del pancreas. Semaglutide presenta un'omologia di sequenza del 94% rispetto al GLP-1 umano e agisce da agonista per il suo recettore, attivandolo. A differenza del GLP-1, tuttavia, è resistente alla degradazione da parte delle DPP-4.
Semaglutide agisce sulla glicemia in base ai livelli stessi di glucosio, stimolando la secrezione di insulina e riducendo la secrezione di glucagone quando tali livelli sono elevati; il meccanismo ipoglicemizzante comporta anche un lieve ritardo nello svuotamento gastrico nella prima fase postprandiale. Durante l'ipoglicemia, invece, semaglutide riduce la secrezione di insulina e non ostacola quella di glucagone. Semaglutide, inoltre, riduce il peso corporeo e la massa grassa mediante una diminuzione generale dell'appetito, migliorando così il controllo dell'alimentazione e riducendo l'introito calorico.
I recettori del GLP-1 sono anche espressi nel cuore, nel sistema vascolare, nel sistema immunitario e nei reni. In alcuni studi clinici, semaglutide ha esercitato un effetto positivo sui lipidi plasmatici, ha diminuito la pressione arteriosa sistolica e ha ridotto l'infiammazione.

## Benefici
Uno studio del 2024 condotto sulle cartelle cliniche di un milione di pazienti statunitensi affetti da diabete mellito di tipo 2 ha rilevato che coloro che per tre anni erano stati trattati soltanto con semaglutide avevano il 67% in meno di probabilità di sviluppare una prima diagnosi della malattia di Alzheimer rispetto a coloro che erano stati trattati soltanto con insulina.
Uno studio condotto sulle cartelle cliniche di 84 000 pazienti statunitensi ha rilevato che coloro che erano trattati con semaglutide mostravano una riduzione, compresa tra il 50 e il 56%, del rischio di iniziare o cadere in recidive da abuso di alcool.
Sempre in merito all'azione della dopamina sulla sensazione di piacere, una ricerca condotta sulle cartelle cliniche di 33 000 pazienti statunitensi per sei anni affetti da disturbo da uso di oppioidi e da diabete mellito di tipo 2 ha evidenziato una riduzione del rischio di overdose, che necessita di ulteriori trial clinici per poter affermare una relazione di tipo causale.
Secondo lo studio internazionale multicentrico SOUL, condotto per 5 anni su 9650 persone con diabete mellito di tipo 2 e malattia cardiovascolare e/o insufficienza renale cronica, trattate con semaglutide per via orale o con placebo, ha ridotto del  14% il rischio di infarto, ictus e morte per cause cardiache. Il risultato è indipendente dall’eventuale trattamento con farmaci inibitori indicati nella terapia per il diabete (SGLT2), aggiunto al trattamento standard nel 49% dei pazienti monitorati.
Lo studio internazionale retrospettivo e osservazionale SCORE, condotto su 27.963 persone adulte con una malattia cardiovascolare conclamata in sovrappeso od obesi, ma senza diabete di tipo 2, 
trattati con semaglutide 2.4 mg per via iniettiva e seguiti per 7 mesi, ha mostrato una riduzione del 57% del rischio relativo di infarto, ictus e mortalità per tutte le cause e un calo del 45% se si aggiunge anche il rischio relativo di ricoveri per scompenso cardiaco o di procedure di rivascolarizzazione.

## Effetti collaterali
Tra i più frequenti effetti indesiderati vi sono nausea (20%), vomito (7%) e diarrea (12%), solitamente di lieve durata e intensità, ma che in rari casi hanno portato all'interruzione della terapia.
Alcuni eventi di ipoglicemia sono stati riscontrati in pazienti in trattamento anche con insulina o sulfaniluree, ma non con l'uso della sola semaglutide.
Eventi più rari sono invece un aumento del rischio di retinopatia diabetica, pancreatite acuta, carcinoma midollare della tiroide.
Nel 2025 è stato pubblicato uno studio pubblicato condotto sulle cartelle cliniche di 200 000 persone con diabete che hanno assunto agonisti del GLP-1 in aggiunta al loro trattamento ordinario per un periodo di quattro anni, nonché su 1.2 mln di pazienti diabetici che hanno ricevuto solo cure standard. Oltre a vari benefici, lo studio ha evidenziato un rischio maggiore del 15% di calcoli renali e più del doppio del rischio di infiammazione del pancreas o di pancreatite indotta da farmaci.
Altri effetti collaterali sono la perdita di tono nel viso e nei piedi.